# Low whistle

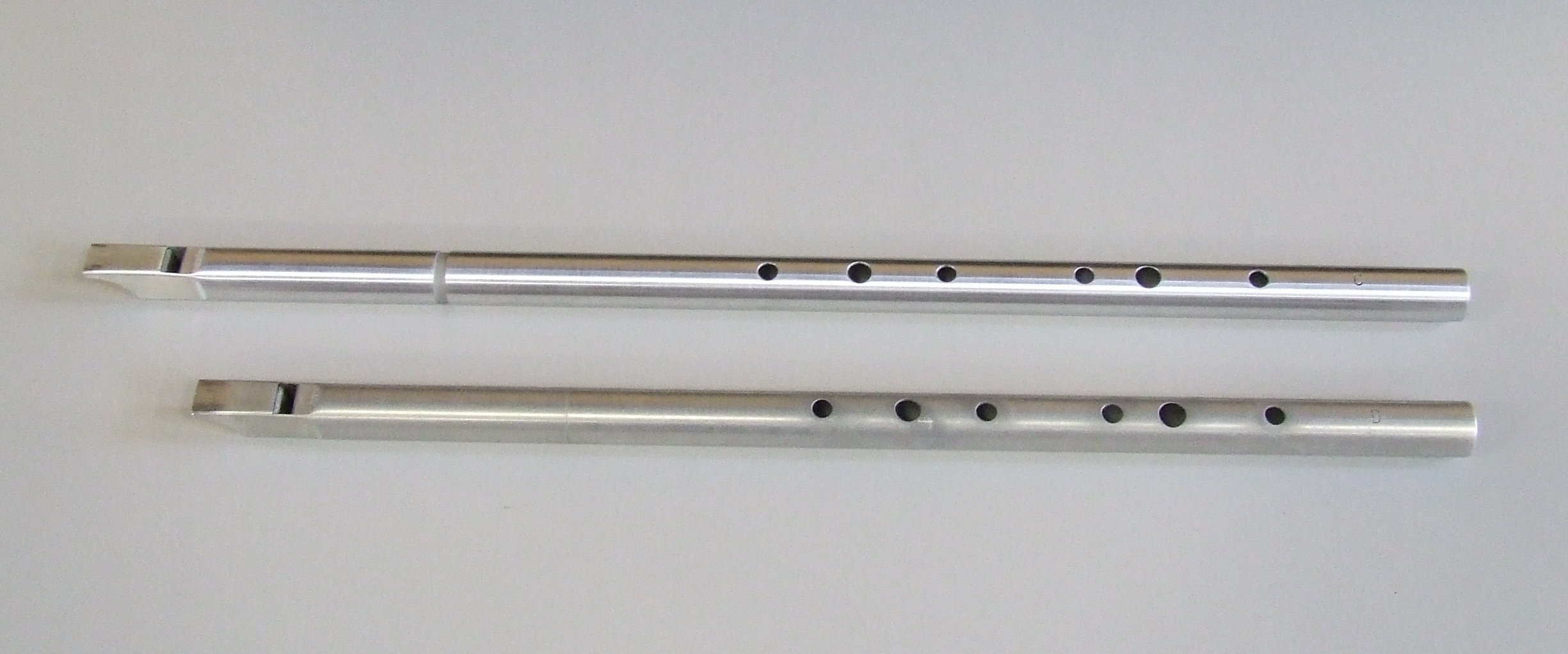
Low whistle in C en D

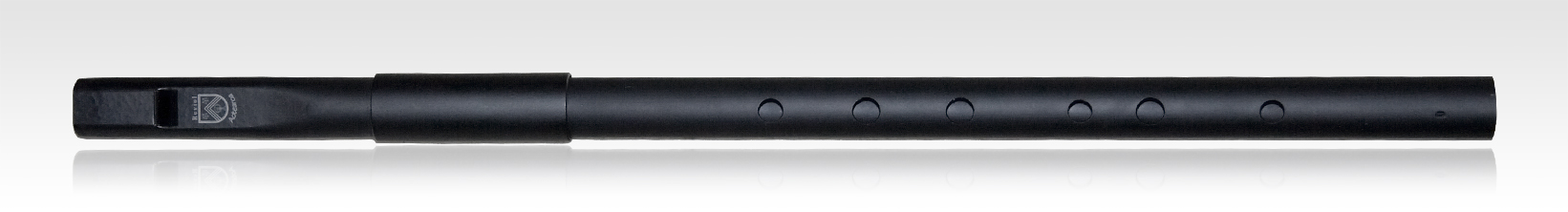
Low whistle in zwart aluminium

Een low whistle (ook concert whistle) is een fluit. Het is een grotere variant van de traditionele Ierse tinwhistle.
De fluit bestaat in verschillende toonsoorten, al is de meest voorkomende die in een lage D.
Dit is precies 1 octaaf lager dan de tinwhistle.
De specifieke klank van het instrument dat al eeuwenlang mee de klank van de Keltische muziek beïnvloedt, werd op het einde van de 20e eeuw en in het begin van de 21e eeuw weer beter bekend door muziek van Davy Spillane, Eoin Dillon, Urban Trad, Liever Een Pallieter, Ashels, EmBRUN, Ies Muller, Furor Gallico en Rapalje, en de voorstellingen van Riverdance.